# Avenue Q
Avenue Q és un musical americà, concebut per Robert Lopez i Jeff Marx, que va escriure la lletra i la música; amb llibret de Jeff Whitty i la producció original va ser dirigida per Jason Moore. Avenue Q és una «paràbola autobiogràfica i biogràfica sobre quan s'arriba a la majoria d'edat», satiritzant els objectius i ansietats associats amb l'entrada a l'edat adulta. Els seus personatges es lamenten que quan eren nens, els seus pares i programes de televisió com Sesame Street els asseguraren que «eren especials» i que «podrien fer-ho tot"; però que com adults, descobreixen sorpresos i decebuts que les seves opcions al món real són limitades, i que no són més «especials» que ningú més. El musical és notable per l'ús de titelles al costat d'actors humans.
Originalment concebut com una sèrie de televisió, es desenvolupà pel teatre a la National Music Theatre Conference del 2002 a l'Eugene O'Neill Theater Center de Waterford, Connecticut. S'estrenà a l'al març del 2003, co-produït per i el, i passà a Broadway al juliol del 2003, guanyant 3 Premis Tony, incloent el de Millor Musical, produint-se a continuació a Las Vegas i al West End, a més de diverses produccions internacionals més.
Al 2.534 funcions, al juny del 2012 ocupava la 23a posició a la llista dels espectacles més longeus de la història de Broadway. Avenue Q acabà la seva estada a Broadway el 13 de setembre del 2009, reestrenant-se a l'Off-Broadway a l'octubre del 2009.

## Rerefons
La presentació única d'Avenue Q requereix substancialment més suspensió de la incredulitat per part del públic del que és normal. El repartiment consisteix en 3 personatges humans i 11 titelles que interaccionen com si fossin humans, a l'estil de Sesame Street. Els titelles són moguts i animats per actors/titellaires que estan presents a l'escenari, però que són «invisibles» pel que fa a la trama. Així doncs, els personatges humans i els titelles ignoren completament als titellaires (i s'espera que el públic també). Això pot ser tot un desafiament, car els mecanismes dels titelles són complexes: el mateix titella pot ser operat per diversos titellaires en diverses escenes, i l'actor que li dona la veu pot ser que sigui qui no l'estigui animant en aquell moment. Un titellaire pot donar la veu simultàniament a dos o més titelles.
El show s'inspira clarament en Sesame Street, del qual imita substancialment el format, tot i que la producció nega cap connexió amb Sesame Workshop o amb The Jim Henson Company. Marx participà en el programa a l'inici de la seva carrera, i quatre dels membres originals del repartiment (John Tartaglia, Stephanie D'Abruzzo, Jennifer Barnhart i Rick Lyon) també hi treballaren (D'Abruzzo tornà a Sesame Street després de deixar Avenue Q) Tres dels titelles són paròdies directes i reconeixedores de personatges clàssics de Sesame Street: els companys de pis Rod i Nicky s'inspiren d'Epi i Blai, mentre que Trekkie Monster té la mateixa veu i la mateixa disposició del Monstre de les Galetes
Tots els personatges, titelles i humans, representen les «fusions de coses i sentiments [que Max i Lopez] havien patit personalment». Els personatges són joves adults, que busquen el seu «propòsit» a la vida, que han d'encarar problemes del món adult real amb resultats incerts, de manera oposada als problemes simples i a les invariablement solucions felices que tenen els personatges dels programes infantils de la televisió. Gran part de l'humor irònic del show sorgeix del contrast amb Sesame Street, una metàfora sobre el contrast entre la infància i l'edat adulta, i entre el món de la televisió infantil i el món real. L'argument pressuposa l'existència de «monstres» i d'animals que parlen; i els actors humans canten, ballen i interaccionen amb els titelles, tant humanes com no humanes, com si fossin éssers amb sentiments, en un ambient alegre, gairebé de fantasia. (no es fa cap intent per explicar perquè set dels personatges humans estan representats per titelles, mentre que els altres tres són interpretats per humans). Malgrat això, els personatges fan front a problemes del món real: els personatges són molt mal parlats, hi ha episodis de «nus» i de sexe entre titelles; i moltes cançons i subtrames són temes decididament adults, com el racisme, la pornografia, l'homosexualitat i el fet d'alegrar-se del mal aliè.
L'espectacle també fa servir un truc argument molt inusual: un famós de la vida real actual inserit com un personatge en una situació fictícia de la història. Gary Coleman, l'actor juvenil que interpretà Arnold Jackson a la sitcom dels 80 Diff'rent Strokes, i després famós per les disputes entre els pares i els llurs advocats sobre l'apropiació de llur fortuna apareix (interpretat per una dona a la majoria de les produccions) com un adult, obligat a acceptar una feina com a superintendent d'un edifici a Avenue Q a causa de la seva depriment situació econòmica. Els creadors del show han explicat aquesta metafora com una il·lustració de «un dels temes més importants d'"Avenue Q»... que la vida no és tan senzilla com ens havien fet creure... i qui millor per simbolitzar el oh-tan-especial-com-a-nen/però-no-tan-especial-com-a-adult que Gary Coleman? És pràcticament el nen pòster."
Marx i Lopez també han explicat que originàriament intentaren oferir el paper de «Gary Coleman» al mateix Comena, i mostrà interès en acceptar-ho; però mai no aconseguiren trobar-se en una reunió per discutir-ho. Posteriorment Coleman amenaçà en demandar els productors d'Avenue Q per la descripció que feien d'ell, però finalment no ho va fer.
Quan Coleman va morir el 28 de maig del 2010, els repartiments de la producció de l'Off-Broadway a Nova York i de la gira pels Estats Units, llavors a Dallas, dedicaren les funcions del vespre a la seva memòria. El personatge de Coleman segueix a l'espectacle, tot i que amb un diàleg modificat.

## Argument
Un carrer fictici de l'extra-radi de Nova York
I Acte
Princeton, que tot just acaba de graduar-se a la universitat, està ansiós per descobrir el seu propòsit a la vida; però primer, ha de trobar un apartament i una feina; car no té experiència laboral i un diploma en anglès («What Do You Do with a B.A. in English?»). Després de començar a l'Avinguda A, finalment troba un apartament al que pot fer front a l'Avinguda Q. Els seus nous veïns són Kate Monster, un assistent a una llar d'infants; Rod, un banquer republicà amb retenció anal, i Nicky, el seu gandul company de pis; Brian, un aspirant a comediant que acaben d'acomiadar de la feina; Christmas Eve, la seva parella japonesa i terapista sense clients; Trekkie Monster, un ermità sorrut que es passa el dia navegant per Internet a la recerca de porno; i Gary Coleman, el superintendent de l'edifici. Entre tots ells discuteixen sobre qui té una vida pitjor («It Sucks to Be Me»).
Nicky, que és heterosexual, sospita que Rod és gay, i li assegura a Rod que està bé amb ell si ho és; però en Rod insisteix que no ho és. («If You Were Gay»)
Princeton troba una moneda de la sort i comença a buscar el seu propòsit a la vida («Purpose») Kate somia en començar una «Monstersori» escola per «joves de pell.» Princeton innocentment pregunta a Kate si ella i Trekkie estan junts, car tots dos són monstres. Kate diu que aquesta assumpció és racista. Princeton, sorprès, respon que l'Escola Monstersori de Kate podria discriminar els no-monstres. Tots junts arriben a la conclusió que el racisme és una realitat adulta. («Everyone's a Little Bit Racist»)

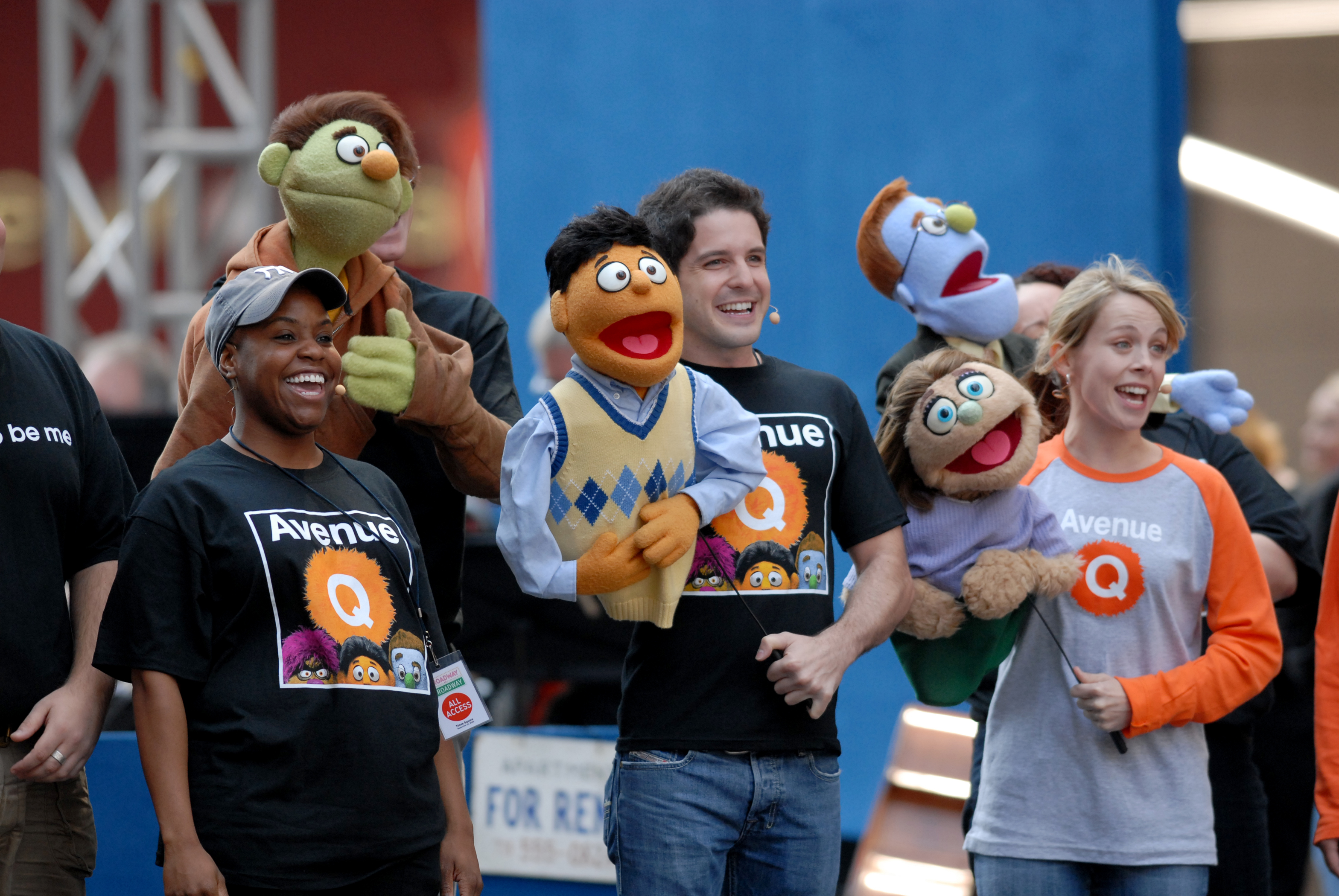
Gary Coleman, Nicky, Princeton, Kate Monster i Rod

Princeton rep diners dels seus pares, i Bad Idea Bears, dos encantadors creadors de problemes, el convencen perquè s'ho gasti en cervesa. La cap de Kate, Mrs. Thistletwat, li diu que demà s'encarregarà en solitari de la seva classe a la llar d'infants, la primera vegada en què ho farà sola. Decideix que la classe serà sobre internet i sobre els seus atributs educatius, però Trekkie Monster li explica una altra realitat dels adults: un munt d'adults (homes, bàsicament) fan servir Internet per la pornografia. («The Internet is for Porn»)
Princeton dona a Kate un cassete amb cançons que li ha gravat. La selecció és sorprenent, fent que ella es pregunti quin missatge li està intentant enviar, però finalment ella decideix que ella li agrada («Mixtape»). Ell la convida a una cita al Around the Clock Café. Brian, el presentador del cafè, fa el seu número obscè, i presenta a («I'm Not Wearing Underwear Today»), una cantant que encanta als homes, especialment a Princeton, amb un seductor número de cabaret Els Ossos amb Males Idees suggereixen que Kate i Princeton demanin uns Long Island Iced Teas ben carregats, i que un cop la Kate estigui ben borratxa, en Princeton se l'endugui al llit.
Kate i Princeton tenen sexe entusiasta i a tot volum. Gary escolta les trucades de tots els veïns enfadats però es nega a intercedir («You Can Be as Loud as the Hell You Want When You're Makin' Love»). Mentrestant, Rod escolta a Nicky dient «T'estimo, Rod» mentre que dorm, i està entusiasmat, encara que s'adona que era ell qui somiava. Kate i Princeton es professen el seu amor mutu, i Princeton dona a Kate la seva moneda de la sort. («Fantasies Come True»)
L'endemà al matí, una Kate amb ressaca no va a treballar. Mrs. Thistletwat la reclama, i Kate enfadada deixa la feina abans que l'acomiadin. Christmas Eve decideix unilateralment que ja és moment que ella i Brian es casin. Al casament, Nicky comenta la seva sospita que en Rod és gay. En Rod, furiós, insisteix que té una xicota anomenada Alberta a Vancouver («My Girlfriend Who Lives in Canada»), i diu a Nicky que ja no és benvingut al seu apartament.
Quan Kate agafa el ram de Christmas Eve, Princeton confessa el seu temor a un compromís i demana a Kate si només poden ser amics. Kate replica que ella ja té un munt d'amics, i trenca la relació. («There's a Fine, Fine Line»)
II Acte
Un abatut Princeton està tancat al seu apartament després de trencar amb Kate, però els veïns el convencen. («There is Life Outside Your Apartment») Lucy busca per un lloc per dormir i sedueix a Princeton. Kate està enfadada, però Christmas Eve li explica que la seva ira significa que estima Princeton. («The More You Ruv Someone») Kate escriu una nota a Princeton suggerint que es trobin a l'Empire State Building i la deixa amb Lucy, que la destrueix immediatament.
Un Nicky sense casa es lamenta del seu destí a Gary, que li confessa que sent un cert plaer de les desgràcies de Nicky. («Schadenfreude») Al mirador de l'Empire State Building, Kate, pensant que Princeton l'ha abandonat, llença la seva moneda de la sort. Un centenar d'històries més avall, Lucy, caminant per la Cinquena Avinguda, queda inconscient per la moneda.
Kate i Princeton intenten arreglar els seus problemes sense èxit sobre el cos comatós de Lucy. Rod és massa orgullós per acceptar les repetides disculpes de Nicky, malgrat que l'enyora, i plorós ho consulta amb Christmas Eve. Princeton, Kate i Nicky somien en tornar als temps més feliços. («I Wish I Could Go Back to College»)

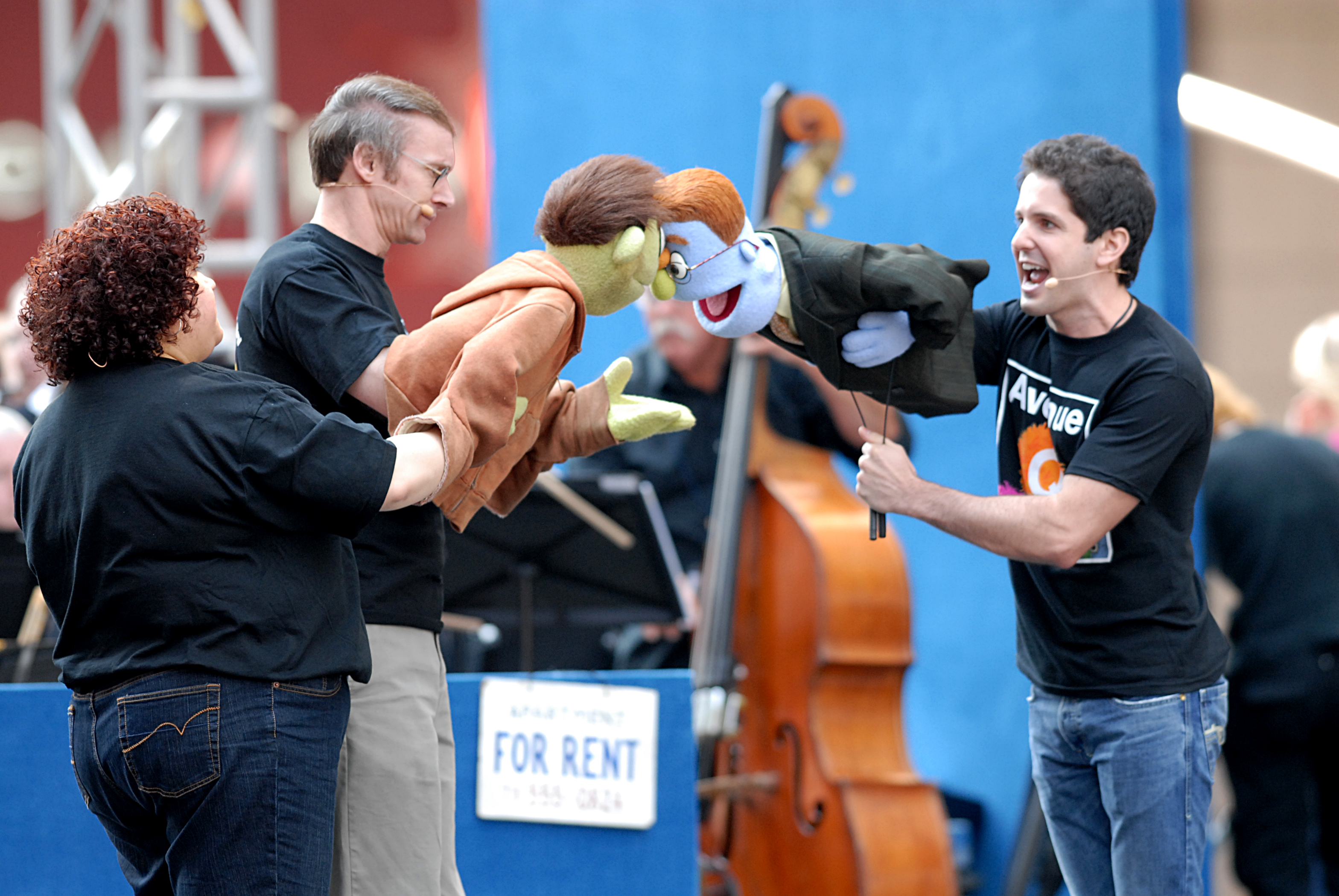
Nicky i Rod

Princeton dona una moneda a un pobre Nicky; i es meravella de com de fantàstic se sent. Com que mentre que estava centrat en si mateix no ha arribat enlloc, decideix aconseguir reunir els diners per construir la Monstersori School de Kate. Demana a tots (fins i tot trencant la quarta paret i baixa al públic) amb resultats desastrosos («The Money Song»); però Trekkie Monster, recordant la seva pròpia experiència traumàtica a l'escola, fa una donació de 10 milions de dòlars, explicant-se a un repartiment bocabadat: «en un mercat volàtil, l'única inversió estable és el porno!» («School for Monsters/The Money Song (Reprise)»)
Kate feliç obre la seva nova escola. Brian obre una consultoria i finalment Christmas Eve té un client que paga (Rod), de manera que els noucasats es traslladen a un barri millor. Rod finalment cedeix i deixa que Nicky torni a viure amb ell. Nicky li troba parella a Rod, Ricky, un païo musculat amb el mateix aspecte que Nicky. Els Ossos Males Idees descobreixen la Cienciologia. Lucy, recuperada de la seva ferida, esdevé una cristiana renascuda i fa vot de castedat. Kate i Pricenton acorden donar un altre camí a la seva relació. («There's a Fine, Fine Line (Reprise)»)
Un nou recent graduat de la universitat pregunta sobre la vacant a l'edifici («What Do You Do with a BA in English (Reprise)») i Princeton té una epifania: potser el seu propòsit és abocar tot el que ha après sobre la vida real en un musical de Broadway! Tots, especialment el xicot nou, immediatament se'n riu. Tots els personatges recorden a Princeton que al món real molta gent mai no troba el seu propòsit; però la vida segueix, i tot, bo i dolent, és «només per ara».(«For Now»)

## Números musicals
| I Acte - "The Avenue Q Theme" – Companyia - "What Do You Do with a B.A. in English?" – Princeton - "It Sucks to Be Me" – Brian, Kate Monster, Rod, Nicky, Christmas Eve, Gary Coleman, i Princeton - "If You Were Gay" – Nicky i Rod - "Purpose" – Princeton i Companyia (via "singing boxes") - "Everyone's a Little Bit Racist" – Princeton, Kate, Gary, Brian, i Christmas Eve - "The Internet Is for Porn" – Kate, Trekkie Monster, Brian, Gary Coleman, Rod, i Princeton - "Mix Tape" – Kate i Princeton - "I'm Not Wearing Underwear Today" – Brian - "Special" – Lucy - "You Can Be as Loud as the Hell You Want (When You're Makin' Love)" – Gary, The Bad Idea Bears, Princeton, Kate, i Companyia - "Fantasies Come True" – Rod, Kate, Nicky i Princeton - "My Girlfriend, Who Lives in Canada" – Rod - "There's a Fine, Fine Line" – Kate | II Act - "It Sucks to Be Me" (Reprise) ‡ – Princeton - "There is Life Outside Your Apartment" – Brian, Princeton, Christmas Eve, Gary, Nicky, Trekkie Monster, Lucy, i Companyia - "The More You Ruv Someone" – Christmas Eve i Kate - "Schadenfreude" – Gary i Nicky - "I Wish I Could Go Back to College" – Kate, Nicky i Princeton - "The Money Song" – Nicky, Princeton, Gary, Brian i Christmas Eve - "School for Monsters" – Trekkie Monster i Companyia - "The Money Song" (Reprise) – Nicky, Princeton, Gary, Brian i Christmas Eve - "There's a Fine, Fine Line" (Reprise) – Princeton i Kate - "What Do You Do With a B.A. in English?" (Reprise) – Nouvingut - "For Now" – Companyia |

## Els titelles
Els titelles d'Avenue Q, que tenen un cost d'uns $10.000 cadascuna i requereixen unes 120 hores de treball per personatge, van ser dissenyades i fetes per Rick Lyon, membre del repartiment original. L'empresa de Lyon, Lyon Puppets, continua fent el manteniment dels titelles que es fan servir en les produccions als Estats Units, així com per a diverses produccions internacionals, entre d'altres a Anglaterra, Austràlia, Mèxic, Argentina i Brasil, i supervisa la fabricació de les produccions finesa i sueca. Tenen una construcció excepcionalment robusta, amb costures dobles i reforçades, esquelet d'acer i pell falsa i plomes, el que és indispensable per als rigors de les vuit funcions setmanals.

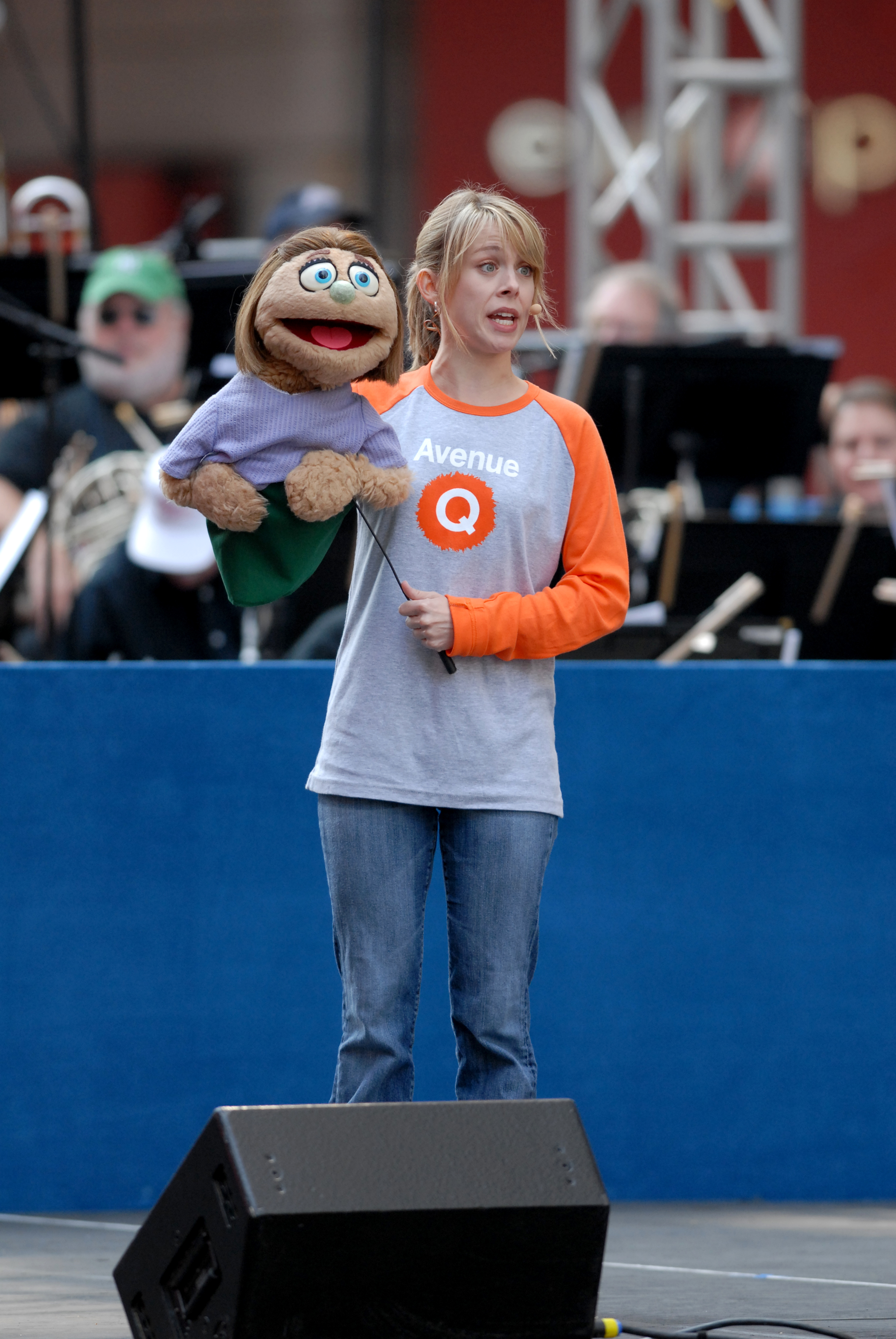
Kate Monster, un dels titelles amb una vareta

Es fan servir tres menese de titelles:

### Titelles amb una vareta
Princeton, Kate Monster, Newcomer

Consisteixen en un cap i un tors amb dos braços, un de mòbil pels gestos i l'altre només és decoratiu. El titellaire controla el cap i la boca del titella amb la seva mà dominant, i té una vareta a l'altra mà que està agafada al braç mòbil del titella. El braç no funcional té un gest permanent o està adjunt al tors del titella.

### Titelles amb dues varetes
Rod, Lucy, The Bad Idea Bears

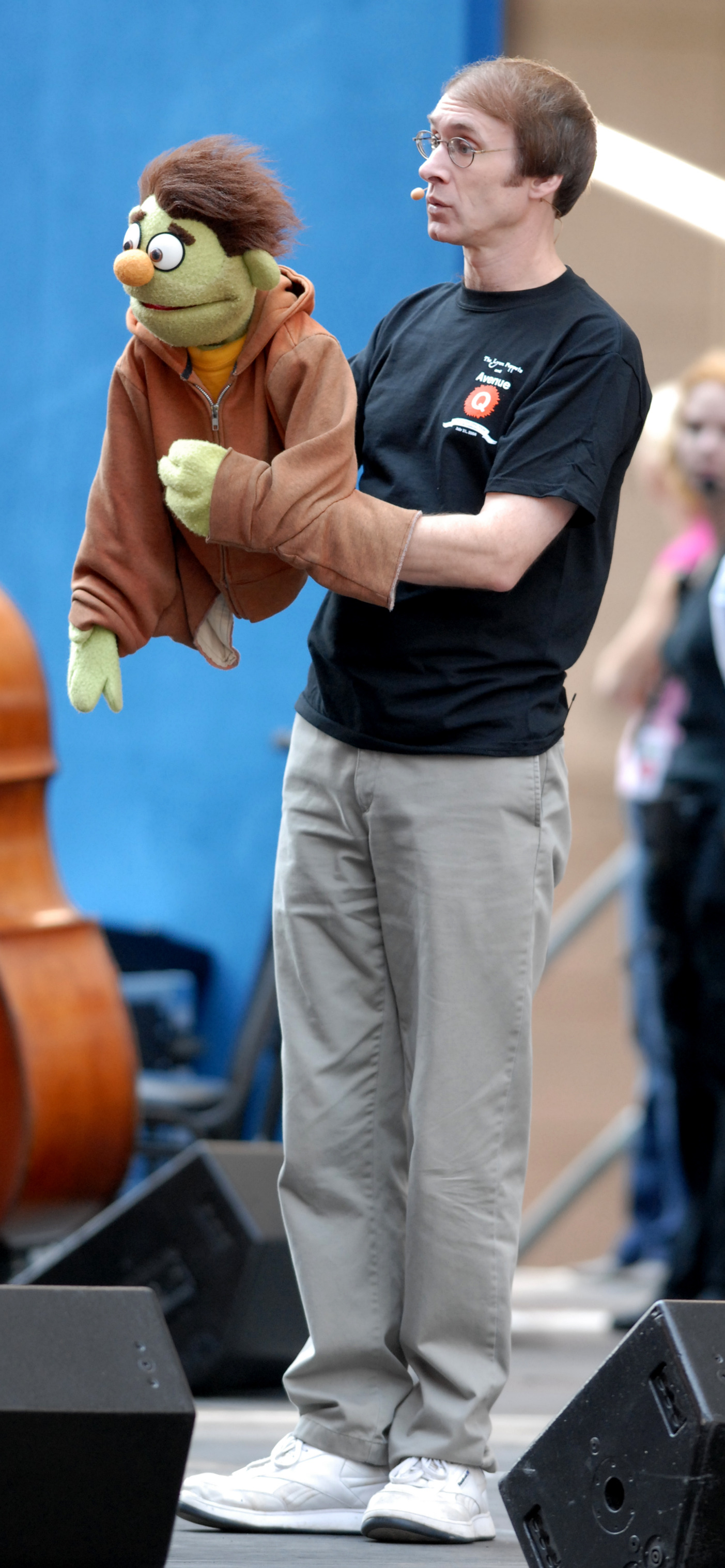
Nicky, un dels titelles amb les mans amb vida

Són idèntiques a les anteriors, llevat que tots dos braços són mòbils, cadascun d'ells controlats per una vareta separat. El cap i la boca estan controlats de la mateixa manera, amb la mà dominant, i les dues una varetes les té a l'altra mà. El titellaire deixa anar una vareta temporalment quan només un dels braços requereix ser animat.

### Titelles amb les mans amb vida
Nicky, Trekkie Monster, Mrs. Thistletwat, Ricky
Els titelles amb les dues mans amb vida requereixen dos titellaires, cadascun dels quals contribueix amb una mà i braç vestits amb una màniga llarga amb un guant enganxat al vestit del titella, que esdevenen els braços i mans del titella. El titellaire que parla controla la mà esquerra del titella i el cap, mentre que el segon, mut, controla la mà dreta. Durant l'espectacle, un dels titellaires pot deixar-ho per encarregar-se d'un altre titella, deixant aquesta amb un únic titellaire i, per tant, amb només una mà que funciona.

## Produccions

### Off-Broadway 2003
Avenue Q' s'estrenà al Vineyard Theatre de l'Off-Broadway entre març i maig del 2003, guanyant el Premi Lucille Lortel a Millor Musical.

### Broadway 2003

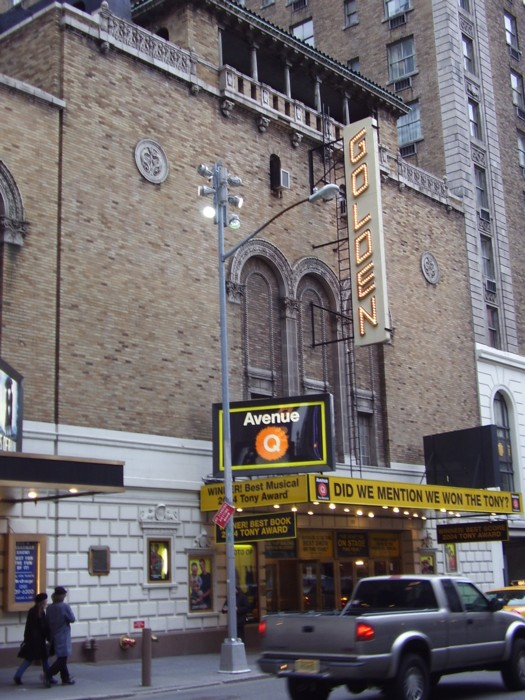
Avenue Q al John Golden Theatre de Broadway

Avenue Q s'estrenà al John Golden Theatre el 31 de juliol del 2003, després de prèvies des del 10 de juliol. La producció va ser dirigida per Jason Moore, i el disseny dels titelles va ser obra de Rick Lyon. Va rebre sis nominacions als Tonys, dels quals en guanyà tres, en les categories de Millor Musical, Millor Llibret i al Millor Banda Sonora.
Després de 22 prèvies i 2.534 funcions, tancà el 13 de setembre del 2009. Pel 21 de juny del 2009 la producció havia ingressat $117 milions i havia atorgat $23,5 de beneficis als seus inversors (els diners recollits al públic durant «The Money Song» és donat a benefici de Broadway Cares/Equity Fights AIDS).

### Off-Broadway 2009
El 9 d'octubre del 2009 es reestrenà al complex del New World Stages.

### Las Vegas 2005
Al setembre del 2005 Avenue Q s'estrenà al Wynn Hotel and Casino de Las Vegas. Es construí un teatre nou de 1.200 localitats especialment per l'espectacle. Les variacions de la producció original de Broadway incloïen una nova reprise de «It Sucks to Be Me» per Princeton a l'inici del segon acte, unes noves orquestracions, una modificada «The Money Song» i un nou arranjament de «There Is Life Outside Your Apartment», a més de diverses bromes escrites específicament pel públic de Las Vegas.
L'assistència estava per sota de les expectatives, en part a causa que el constant trànsit de turistes a Las Vegas impossibilitaven la publicitat boca-orella. A mitjans de gener del 2006 es reduí a 90 minuts i s'eliminà l'intermedi. L'hotel promocionà molt l'espectacle, però els esforços van ser infructuosos i el show tancà el 26 de maig de 2006, després d'una estada de 9 mesos.

### West End 2006
Una versió produïda per Cameron Mackintosh s'estrenà al Noël Coward Theatre del West End. Es realitzaren diversos canvis en l'adaptació feta pel públic britànic. La producció es realitzà en 1.179 funcions fins a març del 2009, reestrenant-se al juny del 2009 al Gielgud Theatre; traslladant-se després de 327 funcions al març del 2010 al Wyndham's Theatre, on es tancà el 30 d'octubre del 2010 després d'una estada de 5 anys.

### D'altres produccions internacionals
2007
La primera adaptació a un altre idioma s'estrenà al febrer a Estocolm, al Maxim Teatern.
Entre febrer i maig es representà una producció finesa al Savoy Theatre de Hèlsinki
Les dues primeres produccions filipines (en anglès) s'estrenaren a Manila al setembre i al desembre al Carlos P. Romulo Auditorium.
També s'estrenà una producció a Tel-Aviv al Beth Lessin Thea, dirigida per Moshe Kepten i traduïda a l'hebreu. Les modificacions al guió incloïen la substitució del personatge de Gary Coleman per Michal Yannai, ex «Reina dels Nens», interpretada per la mateixa Yannai; i que Christmas Eve pasava a ser mexicana.
2008
La producció israeliana es traslladà al gener a Jerusalem i a Haifa al febrer, tornant a Tel-Aviv al març
Entre abril i octubre es realitzà una producció mexicana al Centro Cultural Telmex de Ciutat de Mèxic, traslladant-se a Guadalajara i Monterrey. Les modificacions a la producció incloïen una escenografia totalment redissenyada, els titellaries anaven vestits amb colors vius en lloc del negre habitual, i que el personatge de Gary Coleman va ser substituït per referències a un actor local Carlos Espejel, tot i que no se'l citava específicament (tot i que ell va dir que li agradava). El repartiment incloïa l'estrella adolescent Christian Chávez.
La companyia filipina tornà a Manila a l'abril i al juny, traslladant-se a Singapur a l'octubre i novembre.
A l'octubre la producció sueca començà una gira pel país, representant-se a Umeå, Linköping, Gävle, Örebro, Halmstad, Lund, Kungsbacka, i Skövde. abans de tornar a Estocolm a l'abril de 2009.
2009
Al febrer s'estrenà una versió hongaresa al Centrál Színház de Budapest. El personatge de Gary Coleman, relativament desconegut a Hongria, va ser substituït per Michael Jackson, que acabava a Avenue Q (d'acord amb la història) després de perdre tots els seus diners en advocats per casos relacionats amb joves. Després de la mort de Jackson el 2009, el personatge començà a dir que «seguia el consell d'Elvis», i que «havia fingit la seva mort per escapar dels seus deutes immensos». El show seguia molt el guió de Londres.
A Estambul, el show s'estrenà al març al Haldun Dormen Tiyatrosu.
A Brasil, el musical s'estrenà a Rio de Janeiro, on guanyà 5 Premis Petxina (el premi teatral més prestigiós del Brasil). A finals de 2009 començà una gira nacional a São Paulo.
El show s'estrenà a Itàlia a l'octubre a Bolonya, traslladant-se a Roma al novembre. Els titelles italians van ser dissenyats per Arturo Brachetti, basant-se en artistes populars a Itàlia. Kate Monster i Trekkie Monster esdevingueren Kate Pelosa i Trekkie Peloso (peloso en italià significa «pelut»).
2010
La darrera de les cinc produccions filipines es representà en 16 funcions a Manila al febrer, amb la majoria del repartiment original filipí.
Al febrer la producció italiana començà una gira nacional
Al setembre s'estrenà al teatro Nuevo Apolo de Madrid i al teatro La Plaza de Buenos Aires.
Al desembre s'interpreta durant dues setmanes a Tokio.
2011
El 26 de febrer s'estrenà una versió en alemany al The Theater St. Gallen de Sankt Gallen (Suïssa), i tancà el 21 de maig.
El 19 d'agost s'estrenà a Dunedin (Nova Zelanda), tancant el 17 de setembre.
Aquell any també s'estrenà la producció danesa a Fredericia i a Nørrebro.
2012
S'estrenà una producció en francès al teatre Bobino de París.
Entre el 27 de gener i el 4 de febrer es representà a Townsville (Australia).
Entre el 27 de setembre i el 7 d'octubre tornà al Gran Theater de Singapur.
Entre l'11 i el 20 d'octubre es representà a Launceston, Tasmània.

## Avenue Q: Edició escolar
L'edició escolar d'Avenue Q, una col·laboració entre els creadors d'Avenue Q i Music Theatre International, es creà per facilitar la producció del musical a instituts. La majoria dels temes profans i sexuals s'eliminaren del guió i la partitura, i dues cançons («My Girlfriend Who Lives in Canada» i «You Can Be As Loud as the Hell You Want») van ser eliminades. La cançó «The Internet is For Porn» va substituïda per «Social Life is Online», i l'obsessió de Trekkie vers la pornografia se substituí per una obsessió vers les xarxes socials. Els personatges de Mrs. Thistletwat i Lucy the Slut van passar a anomenar-se Mrs. Butz i Lucy. Les escenes on participen els Ossets amb Males Idees van modificar-se per no posar tant d'èmfasi amb l'alcohol. MTI afirma que aquestes modificacions fan el musical més accessible pels instituts, mantenint les intencions originals i la integritat del muntatge.

## Rebuda de la crítica
Avenue Q per un general ha rebut crítiques favorables, tant als Estats Units com internacionalment.
El crític teatral Ben Brantley del New York Times el qualificà com «intel·ligent, atrevit i molt agradable... un gran avenç musical», i comparà el seu potencial d'influència a llarg termini amb  West Side Story i The King and I.The New Yorker el va descriure com «...una combinació enginyosa entre «The Real World» i «Sesame Street"» The Times el va descriure «com podria ser «Friends» si tingués a l'Os Fozzie i a Miss Piggy discutint sobre un rotllo d'una nit, però amb més angoixa i improperis.»
Segons la llista que va fer Entertainment Weekly' sobre els millors de la dècada, «aquest èxit musical del 2003 és «Sesame Street» per a adults, amb titelles de ments brutes que ensenyen lliçons de vida útil com que «Internet és per al porno» ('The Internet Is for Porn'). En algun lloc, Big Bird està mudant.»

## Premis i nominacions

### Producció original de Broadway
| Any  | Premi               | Categoria                             | nominat                      | Resultat   |
| ---- | ------------------- | ------------------------------------- | ---------------------------- | ---------- |
| 2003 | Premi Drama Desk    | Musical Més Destacat                  | Musical Més Destacat         | nominat    |
| 2003 | Premi Drama Desk    | Llibret de Musical Més Destacat       | Jeff Whitty                  | nominat    |
| 2003 | Premi Drama Desk    | Lletres Més Destacades                | Robert Lopez i Jeff Marx     | nominat    |
| 2003 | Premi Drama Desk    | Música Més Destacada                  | Robert Lopez i Jeff Marx     | nominat    |
| 2003 | Premi Drama Desk    | Actriu de Musical Més Destacat        | Stephanie D'Abruzzo          | nominat    |
| 2004 | Premi Tony          | Millor Musical                        | Millor Musical               | GUANYADOR  |
| 2004 | Premi Tony          | Millor Llibret de Musical             | Jeff Whitty                  | GUANYADOR  |
| 2004 | Premi Tony          | Millor Banda Sonora                   | Robert Lopez i Jeff Marx     | GUANYADOR  |
| 2004 | Premi Tony          | Millor Actor Protagonista de Musical  | John Tartaglia               | nominat    |
| 2004 | Premi Tony          | Millor Actriu Protagonista de Musical | Stephanie D'Abruzzo          | nominada   |
| 2004 | Premi Tony          | Millor Direcció de Musical            | Jason Moore                  | nominat    |
| 2004 | Premi Theatre World | Premi Theatre World                   | Stephanie D'Abruzzo          | GUANYADORA |
| 2004 | Premi Theatre World | Premi Theatre World                   | John Tartaglia               | GUANYADOR  |
| 2005 | Premi Grammy        | Millor album d'un espectacle          | Millor album d'un espectacle | nominat    |

### Producció original de Londres
| Any  | Premi                  | Categoria      | nominat        | Resultat |
| ---- | ---------------------- | -------------- | -------------- | -------- |
| 2007 | Premi Laurence Olivier | Millor Musical | Millor Musical | nominat  |

### Producció brasilera
| Any  | Premi          | Categoria      | nominat        | Resultat  |
| ---- | -------------- | -------------- | -------------- | --------- |
| 2009 | Prêmio Contigo | Millor Musical | Millor Musical | GUANYADOR |